# Живе Білорусь!
Живе́ Білору́сь! (біл. Жыве Беларусь!, Žyvie Biełaruś!) — патріотичний заклик-гасло, спрямований на пробудження національно-громадянських почуттів, консолідацію народу Білорусі на захист свободи, незалежності своєї країни, рідної мови, всієї національної культури.

## Історія

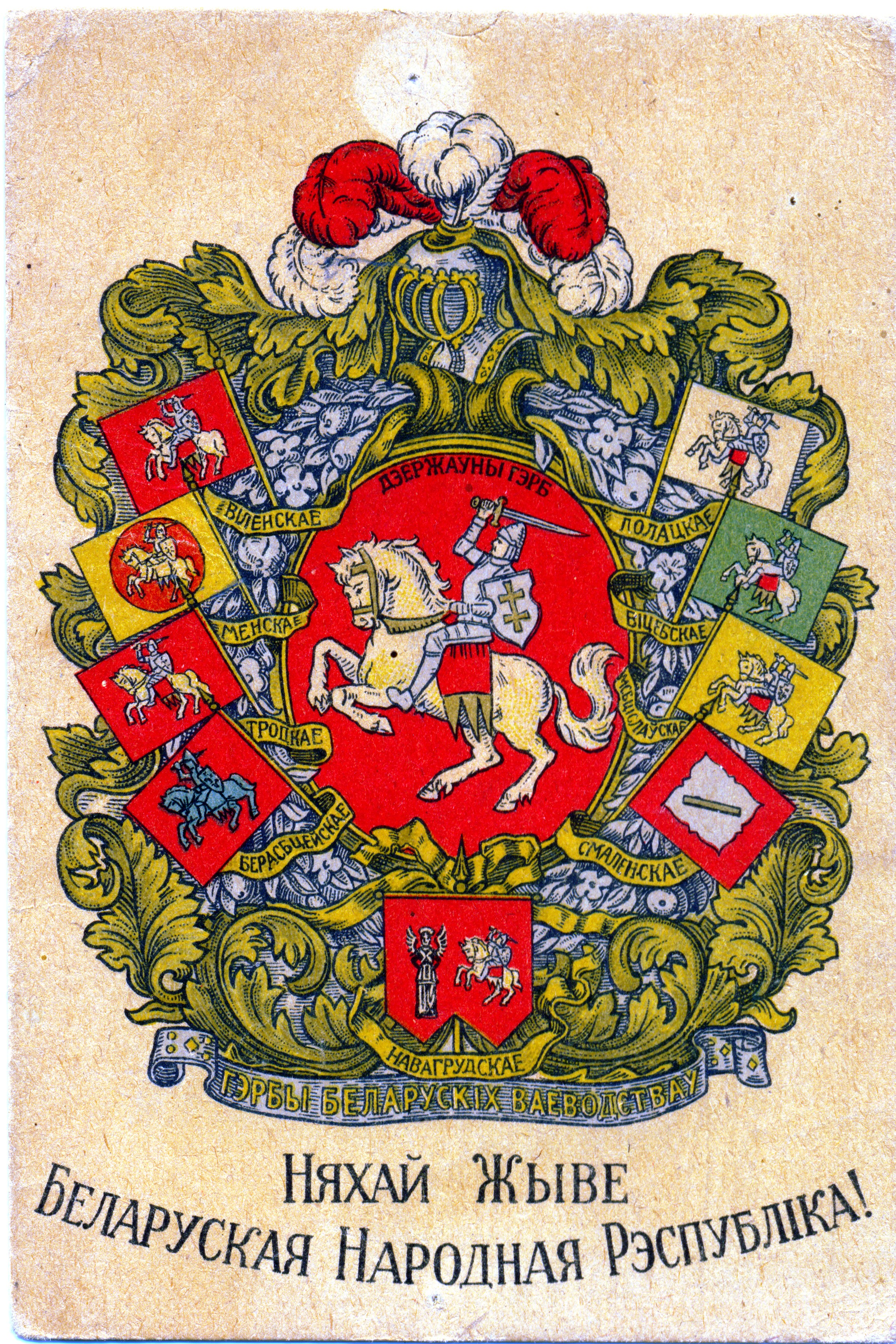
Листівка «Хай живе Білоруська Народна Республіка. Герби білоруських воєводств» 1918—1920

Бере витоки від повстанського руху 1863—1864, діяльності його керівника Калиновського, нелегального пароля вільнюської революційної організації: «Люблю Білорусь. — Так взаємно». Остаточну ідейно-художню завершеність набуває у вірші Янка Купала «Це крик, що живе Білорусь» (1905—1907), варіюється й закріплюється в поетичних та публіцистичних творах багатьох інших письменників, ідеологів національного руху Білорусі.
У редакційній замітці «Нашої ниви» (1911, № 9—10) відмічалось:

Зростає білоруський національний рух, прокидаються до нового, власного життя забуті всіма жебрацькі білоруські села; прокидаються і починають дізнаватися своє національне ім'я наші містечка і міста. Пробуджується величезний кривицький простір рідних полів, луків і лісів, і в піснях народних поетів гримить, що «Живе Білорусь!».
Оригінальний текст (біл.)
Расьце беларускі нацыянальны рух, будзяцца да новага, уласнага жыцьця забытыя ўсімі ўбогія беларускія вёскі; будзяцца і пачынаюць пазнаваць свае нацыянальнае імя нашы мястэчкі і месты. Будзіцца аграмадны крывіцкі абшар родных гоняў, лугоў і лясоў, і ў песьнях народных песьняроў грымне, што «жыве Беларусь!».

Цей же заклик-гасло у модифікованому, розгорнутому вигляді — «Хай живе вільна Білорусь!» — Пролунав на Всебілоруському з'їзді 1917 року, набув поширення в суспільно-політичному житті Білоруської Народної Республіки, потім, у радянізованій формі, в БРСР («Хай живе Радянська Білорусь» та ін.).
Саме «Живе Білорусь!» вперше зазвучало як політичний національний заклик у 1918 (виступ А. Балицького в Київському університеті, що А. Балицькому ставив у вину С. Вальфсон — «Наука на службі соцдемовської контрреволюції», 1931, С. 45), девіз застосовувався на зборах студентів в 1920-х роках у Празі, пізніше на громадських зборах у Парижі, Вільнюсі.
Після Другої світової війни став помітним, невід'ємним елементом політичного й духовного життя білоруської еміграції. Під назвою «Живе Білорусь» виходили журнал, а пізніше так називалася періодика Білоруського визвольного руху (1957—1962, Англія — США), бюлетень БЦР (1976–1986, Німеччина — США). Сприяла покликом «Живе Білорусь!» у Західній Європі діяльність театральної білоруської трупи з цією самою назвою. Ця трупа їздила по Німеччині в 1944—1948 й сотні разів виступала як для білорусів, так і для інших. Заклик «Живе Білорусь!» став стандартним для білоруських скаутів при обов'язковому офіційному скаутському поклику «Напоготові!». Організації молоді, студентські та громадські організації видали десятки жетонів, плакатів, листівок із написами «Живе Білорусь». Організація білорусько-американської молоді прикрасила літні майки написом «Живе Білорусь».
У Білорусі відновлення, суспільна легітимність цього виразу була спричинена розвитком руху Білоруського народного фронту «Відродження», інших громадських організацій.
Під девізом «Живе Білорусь!» виходила «Народна газета» — офіційне друковане видання парламенту Білорусі, але в грудні 2020 року газета змінила девіз на «Живи і процвітай, Білорусь!».

### Після 2000
У сучасній Білорусі гасло використовується як патріотичне вітання. Воно, зокрема, стало одним із символів протестів проти режиму Лукашенка та підробки результатів виборів 2020 року.
Представники режиму Лукашенка ставляться до нього вкрай негативно. Так, у червні 2021 року МВС запропонувало прирівняти його до нацистської символіки.
Під час російського вторгнення в Україну 25 березня 2022 року, на День Волі, білоруські добровольці батальйону імені Кастуся Калиновського склали присягу, текст якої закінчувався словами «Живе Білорусь!».
10 листопада 2022 року опублікована і набрала чинності постанова Міністерства внутрішніх справ Білорусі №271 від 28 жовтня 2022, якою визначені переліки нацистської символіки та нацистських організацій для потреб закону «Про недопущення реабілітації нацизму». Серед іншого, до переліку нацистської символіки ввійшов вигук біл. «Жыве Беларусь» і відгук біл. «Жыве», що супроводжується підняттям правої руки з розпрямленою долонею.

## Цікаві факти
- Оскільки гасло тривалий час асоціювалось із опозиційною діяльністю, вже в наш час (2006—2014) траплялись випадки, коли поліція в протоколах затримання протестувальників, не маючи до них інших закидів, вписували заклик «Живе Білорусь» як «антидержавне гасло».